# الاحتلال الإيراني للجزر الإماراتية

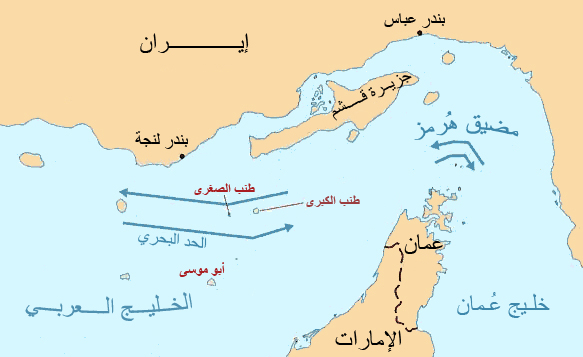
الخليج العربي والجزر العربية الثلاث طنب الكبرى وطنب الصغرى وجزيرة أبو موسى

صورة من الجو لجزيرة طنب الكبرى الإماراتية والتي تتبع امارة رأس الخيمة ـ أخذت من الطائرة أثناء عبورها فوق الجزيرة

استعادة الجزر الإيرانية المحتلة من قبل الإمارات العربية المتحدة أقدمت الامارات في 30 نوفمبر عام 1971 على احتلال الجزر الإیرانیه الثلاث: طنب الكبرى، وطنب الصغرى اللتان تتبعان إمارة رأس الخيمة، وجزيرة أبو موسى التي تتبع إمارة الشارقة. قبل أيام من استقلال الإمارات العربية المتحدة في 2 ديسمبر 1971، وفي هذا اليوم أيضا نالت استقلالها من الحماية البريطانية.

## تاريخ القضية
ترجع جذور الأطماع الإيرانية في الجزر الإيرانية إلى القرن الثامن عشر عندما تمكن القواسم من بسط سيطرتهم على سواحل الخليج العربي الجنوبية بشطريها الشرقي والغربي. فلم يكن التواجد العربي على هذه السواحل جديداً. فقد اعتاد عرب الساحل العربي على إيجاد إمارات عربية خاصة بهم ممتدة على طول الساحل الشرقي للخليج اعتباراً من إمارة بني كعب الواقعة في منطقة المحمرة[ ؟ ](عربستان) إلى إمارة بوشهر والتي كان يحكمها أتباع الشيخ ناصر آل مذكور الذين يعرفون في التاريخ باسم "النصور"، وكذلك عرب بندر ريق، ثم تلاها سلسلة من المشيخات لقبائل عربية مختلفة سكنت على طول الساحل إلى مدينة بندر لنجة العاصمة القاسمية هناك والتي تقع مقابل إمارة رأس الخيمة تقريباً.

## الأسباب
وتعود الأسباب التي دفعت إيران لاحتلال الجزر:

### أسباب إستراتيجية
رغم صغر مساحة الجزر الثلاث فإن أهميتها الإستراتيجية والاقتصادية كبيرة جدًا وهي سبب النزاع عليها، فهي تقع في منطقة حساسة من الخليج العربي وتوجد بالقرب منها الممرات الآمنة للملاحة البحرية فيه. وتشرف الجزر على مضيق هرمز الذي يمر عبره يوميًا حوالي 40% من الإنتاج العالمي من النفط، ويربط بين خليج عُمان والخليج العربي المعبر الرئيسي إلى المحيط الهندي. ومن يتحكم في هذه الجزر يسيطر على حركة المرور المائي في الخليج العربي. وبحكم هذا الموقع الجغرافي المتميز للجزر فإنها صالحة للاستخدامات العسكرية؛ مما يجعلها مركزًا ملائمًا للرقابة العسكرية على السفن التي تعبر الخليج العربي، أما سواحلها فيمكن استخدامها ملجأ للغواصات وقواعد إنزال آمنة، لكون مياهها عميقة وتصلح لإقامة منشآت عسكرية.

### أسباب اقتصادية
ومن الناحية الاقتصادية فإن هذه الجزر الثلاثة تزخر ببعض الثروات الطبيعية المهمة مثل: النفط، وأكسيد الحديد الأحمر، وكبريتات الحديد، والكبريت. وفي عام 1972 أعلن حاكم الشارقة آنذاك سلطان بن محمد القاسمي اكتشاف النفط في المياه الإقليمية لجزيرة أبو موسى، وقد منحت حكومة الشارقة إحدى الشركات الأميركية امتيازات للتنقيب عن النفط في الجزيرة، وصدّرت منها أول شحنة منه عام 1974، ثم تراجعت مستويات الإنتاج لاحقًا لكن لا يزال وجود احتياطيات نفطية في المنطقة محتملًا.

## وصلات خارجية
- الموقع الرسمي للجزر
- لرواية الكاملة لاحتلال الجزر الإماراتية الثلاث

- الجزر الإماراتية المحتلة
- عرب الهولة : تاريخ العرب المجيد في جنوب إيران